# Caso PDVAL
El caso PDVAL, conocido también como Pudreval, se refiere al hallazgo de miles de toneladas de alimentos con fecha de caducidad expirada en Venezuela a mediados de 2010, importados por el gobierno de Hugo Chávez bajo subsidios a través de la empresa estatal PDVAL (Productora y Distribuidora Venezolana de Alimentos). Debido a este escándalo, el control de PDVAL ―que pertenecía a la empresa petrolera Petróleos de Venezuela― fue transferido a la vicepresidencia de Venezuela y luego al Ministerio del Poder Popular para la Alimentación.
Además, tres exgerentes fueron detenidos, aunque luego fueron liberados y dos de ellos reinstalados en sus cargos. Para finales de julio de 2010, fuentes oficiales totalizaban 130 000 toneladas de alimentos afectados; por otro lado, la oposición al Gobierno de Hugo Chávez ha informado de 170 000 toneladas de alimentos. Dos años después, no se conocen avances en la investigación que la Asamblea Nacional había anunciado realizar.
La explicación más extendida a esta pérdida de alimentos se encuentra en la organización de PDVAL, ya que presuntamente se importaron alimentos con mayor rapidez de los que la empresa era capaz de distribuirlos. El presidente Chávez calificó el episodio como «grave», aunque posteriormente portavoces oficiales alegaron que el monto de alimentos vencidos es ínfimo, y que hubo «manipulación mediática» por parte de la oposición política y los medios de comunicación. La oposición, que se suele referir a este escándalo como Pudreval, lo cataloga como un caso de corrupción, y voceros opositores aseguran que directivos públicos importaron deliberadamente más alimentos de los que podían distribuir porque estarían enriqueciéndose ilícitamente con la importación de alimentos subsidiados. Otro caso ocurrió con el de la importación de carne y otros en beneficio a una empresa clonada brasileña por Wakil Naman arrestado en agosto de 2021 en Miami

## Hallazgo de los contenedores

### Denuncias previas
La primera denuncia realizada sobre la presencia de alimentos descompuestos en almácenes de la red PDVAL fue realizada por el gobernador de Carabobo, Henrique Salas Feo, quien denunció el 2 de abril de 2009 la presencia de 30 contenedores con leche líquida en descomposición en Puerto Cabello. Después de este hallazgo, siguieron otros realizados por las legisladoras carabobeñas Neidy Rosal y Aura Montero. Las legisladoras informaron el 26 de febrero de 2010, la presencia de 3600 toneladas de alimentos en 120 contenedores que el SENIAT había declarado bajo abandono legal en las instalaciones del puerto de Puerto Cabello, y que pertenecían a PDVAL.
Dos semanas después, el 11 de marzo de 2010, encontraron 45.4 toneladas de alimentos de PDVAL bajo abandono legal en el mismo puerto. Entre el 14 y el 23 de abril de 2010, funcionarios de siete organismos de contraloría pública inspeccionaron 838 contenedores en los almacenes de Serpaca, en Puerto Cabello. Encontraron alimentos «no aptos para el consumo humano», algunos de ellos estacionados desde el 2007, pero el caso no se hizo público.

### Descubrimiento de los contenedores
El 25 de mayo de 2010, el Servicio Bolivariano de Inteligencia Nacional detectó 36 000 toneladas de alimentos con fecha de expiración alcanzada, los alimentos se encontraban en 1197 contenedores ubicados en un almacén de PDVAL en Puerto Cabello. Los investigadores estaban investigando inicialmente el hurto de tres contenedores de leche en ese almacén, cuando realizaron el descubrimiento.
El exgobernador opositor Henrique Salas Römer recordó la denuncia realizada el año pasado, y criticó al presidente Chávez, quién una semana antes había amenazado con expropiar a las Empresas Polar, la mayor corporación de bebidas y alimentos en Venezuela, por haber encontrado 120 toneladas de alimentos sin distribuir, aunque en buen estado, en sus almacenes:

El Gobierno hizo una alharaca porque consiguió 120 toneladas, supuestamente acaparadas, en una empresa de producción, cuando el verdadero acaparador es el Ejecutivo, que dejó perder 32 000 toneladas de alimentos en Puerto Cabello.
Henrique Salas Römer

El 2 de junio de 2010, los medios informan de otros 800 contenedores con alimentos descompuestos ubicados en unos galpones de PDVAL en Tinaquillo. Los vecinos denunciaron que desde hace meses se quejaban de malos olores, pero que la respuesta de las autoridades se había limitado en llevar el contenido de los contenedores más nauseabundos a un relleno sanitario local. Aparentemente, estos contenedores fueron traídos de Puerto Cabello a mediados de 2009, cuando los almacenes de PDVAL en el puerto colapsaron.
Al día siguiente (3 de junio de 2010), el Sebin ubica otros 1103 contenedores con alimentos en un almacén de una empresa filial de PDVSA, ubicada en Puerto Cabello. Ese mismo día, el expresidente de PDVAL, Luis Enrique Pulido, es detenido por los servicios de inteligencia en Valencia.
El 4 de junio de 2010, un diputado de Un Nuevo Tiempo denunció la existencia de 140 toneladas de leche en galpones de PDVAL en Yaracuy, que habían vencido hace casi un año, así como paletas de margarina dañada.
En este momento, el viceministro de Políticas Alimentarias, Rafael Coronado, reconoció la existencia de 30 000 toneladas de alimentos dañados, aunque aseguró que el volumen no era notorio, al compararse con lo que se ha distribuido en los últimos años.
Para el 5 de junio de 2010, diversos medios informaban que se habían hallado 4130 contenedores con 82 600 toneladas de alimentos en su interior, lo que equivale a la cantidad de alimentos expedidos por PDVAL en 65 días. Sin embargo, ese día la presidenta de PDVAL, Virginia Mares, reconocía solamente la existencia de 1074 contenedores, y aclaró que algunos alimentos serían distribuidos de inmediato para consumo humano, mientras que otros podrían ser reprocesados. El 7 de junio de 2010 fueron detenidos el exgerente general y la directora ejecutiva de operaciones de PDVAL. Al día siguiente, la Asamblea Nacional creó una comisión especial para investigar el caso PDVAL.

### Hechos relacionados
El 15 de junio de 2010, los diarios venezolanos Últimas Noticias y Tal Cual aseguraron que un barco enviado por el Gobierno de Venezuela con unas 1500 toneladas de alimentos como donación para Haití, fue devuelto por el Gobierno de la República Dominicana, quien organizaba la recepción de la ayuda humanitaria, ya que los alimentos se encontraban vencidos.
Tres días después, el Gobierno de Venezuela desmintió esta información, asegurando que ―aunque un barco con esa cantidad de alimentos sí había regresado a Venezuela―, fue bajo órdenes del Gobierno venezolano, ya que se consideró que los alimentos se vencerían pronto debido a las condiciones existentes en Haití.
El 18 de junio de 2010, el gobernador de Anzoátegui, Tarek William Saab, reconoció la existencia de 16 000 toneladas de leche «no aptas para el consumo humano» en 2000 contenedores de PDVAL, los cuales se encontraban estacionados en el Complejo Criogénico de José desde hace un año.
Sin embargo, el gobernador Saab indicó que la leche había sido recibida en estas condiciones en Venezuela, y que no se descartaba una demanda judicial en contra de la empresa china exportadora.
Sin embargo, dos meses después del incidente, miembros del partido opositor Alianza Bravo Pueblo denunciaron ante la Fiscalía que ni siquiera se había abierto una investigación sobre ese incidente.

### Redistribución
El 17 de julio de 2010, la policía del Estado Lara arrestó a 43 personas que estaban reempaquetando 68 toneladas de leche de PDVAL, con fecha de expiración de 29 de noviembre de 2009. Las bolsas de leche antiguas eran quemadas, mientras que la leche era empaquetada en nuevas bolsas bajo la leyenda «leche pasteurizada Nueva Zelanda». Al día siguiente, el nuevo presidente de PDVAL, Carlos Osorio, confirmó que esta leche estaba siendo redistribuido pero para el consumo animal. PDVAL informó que 25 700 toneladas de leche afectadas fueron vendidas para este mismo fin, con un 30 % de descuento. No obstante, el gobernador de Lara, Henri Falcón, cuestionó esta explicación, asegurando que los nuevos empaques no contenían ninguna aclaratoria que indicara que la leche no era apta para consumo humano, y que tampoco se aclaraba que era para consumo animal.

## Investigación
Tres personas fueron detenidas e imputadas por el caso PDVAL: el expresidente de PDVAL, Luis Enrique Pulido, y los directores de operaciones Ronald Flores y Vilyeska Betancourt; todos enfrentan cargos de boicot y peculado. Después de 25 suspensiones de juicio, los acusados recibieron el privilegio de ser juzgados en libertad y salieron de prisión en noviembre de 2011; Flores y Betancourt incluso volvieron a sus cargos, y Pulido trabaja en la campaña electoral de Chávez de 2012.
El 8 de junio de 2010 se nombró una comisión en la Asamblea Nacional para investigar el caso; aunque el diputado psuvista Jhonny Milano aseguró que las investigaciones iban «por buen camino», la comisión nunca presentó resultados y finalmente fue disuelta al instalarse una nueva Asamblea Nacional en 2011. Al mismo tiempo, aunque había afirmado que había más personas implicadas en este caso además de los tres detenidos, y aunque recalcó que estas personas iban «a pagar», no se realizaron más detenciones y los detenidos fueron posteriormente liberados. Por otro lado, la diputada Laura Valls, de Patria Para Todos, criticó la aparente lentitud de las investigaciones:

...no hay informaciones para los diputados que preguntan sobre los avances de las averiguaciones. Por lo que puedo decir con propiedad que la Asamblea Nacional no está haciendo nada al respecto.
Diputada Laura Valls.

La acusación de Valls fue repetida por la diputada carabobeña Deyalitza Aray en mayo de 2012, no obstante, el diputado pesuvista y presidente de la Comisión de Contraloría, Pedro Carreño, declaró que la investigación seguía en curso, aunque no presentó informe alguno en casi dos años de desarrollo. Respecto al caso de las 16 000 toneladas de leche no apta para el consumo humano halladas en el Complejo Criogénico de José, dos meses después de que el Gobierno reconociera públicamente la existencia de estos alimentos, voceros opositores denunciaron que no se el Ministerio Público.

### Posibles causas
El expresidente de PDVAL, Luis Pulido, declaró ante los investigadores públicos que se habían importado más alimentos de los que la cadena estatal era capaz de distribuir, por lo que esta tarea era «humanamente imposible» de cumplir. Pulido aseguró que el 28 de agosto de 2009, cuando renunció alegando problemas de salud, ya había logrado distribuir el 80 % de los alimentos almacenados. Criticó a su sucesor, Ricardo Fong, a quien culpó de no haber sacado el resto de los alimentos almacenados.
Además, acusó a Bárbara Castillo Cuesta, exministra cubana quien fungió como asesora en PDVAL, de haber sugerido la compra excesiva de alimentos. Posteriormente cuestionó el hecho de que Georges Kabbuol, presidente de Bariven, empresa filial de PDVAL, no haya sido llamado siquiera como testigo, siendo él quien supuestamente autorizó las cantidades finales.
Un informe de gestión de PDVAL, publicado en junio de 2010, revela que Bariven compró 597 000 toneladas de alimentos en el 2008, a pesar de que la capacidad de distribución de PDVAL era de 191 000 toneladas.
No obstante, ese año la empresa ni siquiera fue capaz de distribuir esta última cifra, ya que solamente se informaron 122 000 toneladas vendidas, una quinta parte de lo comprado. No todo estaba destinado para la red PDVAL, una parte debía ser entregada para la reserva estratégica del Estado, y otra parte al sector privado, pero el informe indica que nunca se traspasaron los alimentos, sin precisar las razones.
No solo PDVAL era incapaz de manejar esta cantidad de alimentos, el informe también señala que los puertos de Venezuela compartían esa misma debilidad. La infraestructura portuaria de Puerto Cabello resultó ser insuficiente y se convirtió en un «cuello de botella» para el proceso de importación; esta fue una de las razones esgrimidas por el Gobierno para iniciar un proceso de nacionalización de los puertos a mediados de 2009. También responsabiliza al Servicio Nacional Integrado de Administración Aduanera y Tributaria, organismo tributario de Venezuela, de retrasar la nacionalización de los alimentos en los puertos; así como a los ministerios de Alimentación y Salud, ya que no entregaron los permisos necesarios para distribuirlos a tiempo.
El informe también revela que la decisión de importar esta cantidad de alimentos no fue tomada por la directiva de PDVAL, sino que la cifra fue calculada por el Centro Nacional de Balance Alimentario (Cenbal), un organismo adscrito a la Vicepresidencia Ejecutiva de Venezuela.
La directiva de Cenbal estaba integrada por representantes de los ministerios de Agricultura, Alimentación y Comercio, así como asesores enviados por el Gobierno de Cuba. Además se revela que Cenbal había ordenado la adquisición de 1.7 millones de toneladas de alimentos, lo que es nueve veces superior a la capacidad de distribución de PDVAL, pero solamente se importaron las 597 000 toneladas mencionadas.

## Reacciones

### Opinión pública
De acuerdo a una encuesta publicada por la empresa Hinterlaces a inicios de julio de 2010, el 89 % de los venezolanos manifestó estar informado del caso; el 74 % considera que los responsables no serán enjuiciados y sancionados de acuerdo a las leyes; y el 80 % considera que los responsables aún no han sido identificados. Para esta fecha ya habían sido detenidos tres exgerentes de PDVAL, quienes por el momento siguen siendo los únicos acusados.
En 2014, la diputada regional Neidy Rosal volvió a llamar la atención sobre el problema. Declaró que la mayoría de los miles de contenedores con alimentos que se hallaban en la zona portuaria de Puerto Cabello eran propiedad del Gobierno.

### Oficialista
El presidente Hugo Chávez minimizó el hallazgo de estos alimentos, asegurando que representan una cifra ínfima frente a la comida distribuida en las redes gubernamentales de alimentos, Mercal y PDVAL. También ha acusado a la oposición política de explotar este escándalo para obtener ganancias políticas en las venideras elecciones parlamentarias, a celebrarse el 26 de septiembre de 2010:

La oligarquía pretende exagerar nuestros errores y clavar una daga para que no ganemos la Asamblea Nacional en septiembre.
Hugo Chávez

La presidenta de la Asamblea Nacional, la diputada Cilia Flores, aseguró que el caso PDVAL era producto de «sabotaje», e insinuó que el papel de los medios de comunicación privados en este episodio era sospechoso, haciendo mención especial a Globovisión. El diputado chavista Mario Isea ha declarado que el asunto ha sido «exagerado», aunque reconoce que no existe justificación para lo que pasó. El vicepresidente de PDVAL, Ronald Rivas, aseguró que en todo proceso de este tipo es normal que se pierda el 3 % de los alimentos.
Posteriormente, el control de PDVAL pasó a manos del vicepresidente de Venezuela, aunque luego fue transferido al Ministerio del Poder Popular para la Alimentación. Antes del escándalo, la empresa pública estaba en manos de PDVSA, que a su vez era dependiente del Ministerio del Poder Popular para la Energía y Petróleo.

### Opositora
La oposición venezolana ha criticado el hecho de que las importaciones de alimentos de Venezuela se han triplicado durante los primeros diez años de Gobierno de Chávez, calificando de falsa la campaña de «soberanía alimentaria» impulsada por el Gobierno nacional. Aunque han rehusado criticar los programas de PDVAL y Mercal, sí han criticado la manera en que dichas organizaciones han sido administradas.
Delsa Solórzano, vocera de la Mesa de la Unidad Democrática (MUD), principal organización política opositora, criticó el hecho de que solo se hayan detenido tres directivos por este caso, asegurando que debía haber más implicados:

(Los tres detenidos) no pueden ser las únicas (personas) responsables porque la cadena para la importación y distribución de la comida de PDVAL es enorme.
Delsa Solórzano, vocera de la MUD

También acusaron al presidente Chávez y su Gobierno de intentar utilizar la Crisis diplomática entre Colombia y Venezuela de 2010 para desviar la atención de los problemas internos de Venezuela. Como medida de protesta, miembros del partido Voluntad Popular, colocaron un contenedor con una exposición gráfica sobre el caso PDVAL en Chacaíto (Caracas); pero el 19 de agosto de 2010, simpatizantes del chavismo expulsaron a los opositores y destruyeron el material expuesto.

### Otras
- El contralor general de la República, Clodosbaldo Russián, declaró el 22 de junio de 2010 que advertencias sobre este tipo de incidentes se están llevando por su despacho desde hace dos años.[12] El 11 de agosto de 2010, al presentar su informe de gestión de 2009 ante la Asamblea Nacional, declaró que la fiscal general de Venezuela no le había entregado el acto conclusivo del caso PDVAL, por lo que no puede actuar.[29] Diputados opositores aprovecharon la oportunidad para entregarle un informe preliminar sobre este caso, elaborado por la bancada opositora de la Asamblea.[29] Cuando fue interrogado por los medios de comunicación sobre el estado de la investigación de este caso, declaró:

Yo sé que ustedes tienen una predilección por PDVAL, sobre todo Globovisión, pero para nosotros PDVAL y Mercal no es lo importante.
Clodosbaldo Russián, Contralor General de Venezuela.

- La Defensora del Pueblo, Gabriela Ramírez, alegó que el caso PDVAL no era de su competencia, sino del Ministerio Público y de la Contraloría.[12]

- El presidente de la Conferencia Episcopal Venezolana, Ubaldo Santana, calificó este episodio como «alarmante y preocupante».[12]